# Manar Sa’id Hasan
Manar Sa’id Hasan (arab. منار سعيد حسن; ur. 18 sierpnia 1984) – egipska zapaśniczka walcząca w stylu wolnym. Brązowa medalistka mistrzostw Afryki w 2003, a czwarta w 2004. Siódma w Pucharze Świata w 2002 roku.